# Șibot
Șibot (veraltet Jibot; deutsch Unterbrodsdorf, ungarisch Alkenyér oder Zsibót) ist eine rumänische Gemeinde im Kreis Alba in Siebenbürgen.

## Geographische Lage

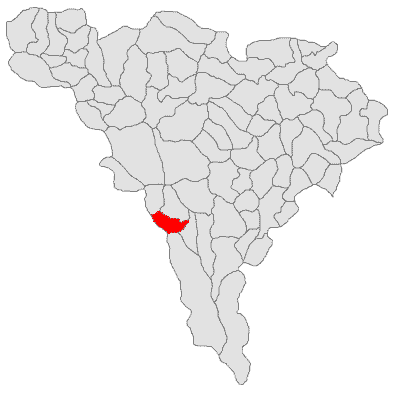
Lage der Gemeinde Șibot im Kreis Alba

Die Gemeinde Șibot liegt im Unterwald auf der linken Seite des Mureș im Südwesten des Kreises Alba. Am Drum național 7 und der Bahnstrecke Arad–Alba Iulia liegt der Ort Șibot etwa 14 Kilometer nordöstlich von Orăștie (Broos, Kreis Hunedoara); die Kreishauptstadt Alba Iulia liegt etwa 25 Kilometer nordöstlich von Șibot entfernt. Die eingemeindeten Dörfer Sărăcsău (Flendorf) und Băcăinți (Bocksdorf) sind durch eine Fähre mit der Gemeinde verbunden.
Um den Ort befindet sich das fruchtbare „Brodfeld“, wo am 13. Oktober 1479 die Türken eine verheerende Niederlage gegen ein siebenbürgisches Heer erlitten.

## Geschichte
Die Geschichte der Besiedlung der Region reicht bis in die Jungsteinzeit zurück. Auf dem Gebiet der Gemeinde wurden 1950 in dem eingemeindeten Dorf Sărăcsău – auf einem von den Einheimischen La Stănini genannten Areal – nach Angaben von O. Floca Funde gemacht, welche auf Behausungen der Jungsteinzeit und der Römerzeit deuten.
Der Ort Șibot wurde erstmals 1281 unter der ungarischen Bezeichnung Kenér, 1733 unter Sibeth, 1839 unter Also Kenyer und Zsibot erwähnt. Als Freie Gemeinde auf dem Königsboden gelegen, gehörte der Ort zum Brooser Stuhl.
Die Hauptbeschäftigung der Bevölkerung sind die Landwirtschaft, die Viehzucht und die Arbeit in einem Kiestagebau am anliegenden Fluss Mureș.

## Bevölkerung
Die Bevölkerung der Gemeinde entwickelte sich wie folgt:
| 1850 | 3.399 | 3.306 | 9   | 9  | 75            |
| 1900 | 3.236 | 3.027 | 107 | 33 | 69            |
| 1966 | 3.113 | 3.091 | 9   | 3  | 10            |
| 2002 | 2.480 | 2.437 | 9   | 1  | 33            |
| 2011 | 2.236 | 2.058 | 2   | -  | 176 (70 Roma) |
| 2021 | 2.100 | 1.839 | 2   | -  | 259           |

Die höchste Einwohnerzahl der heutigen Gemeinde – und gleichzeitig die der Rumänen – wurde 1850 ermittelt. Die höchste Bevölkerungszahl der Deutschen (58) wurde 1890, der Ungarn (140) 1910 und die der Roma (94) 2021 registriert. Darüber hinaus bezeichneten sich 1900, 1956, 1966, 1977 und 1992 je einer als Serbe und 1910 einer als Slowake.

## Sehenswürdigkeiten

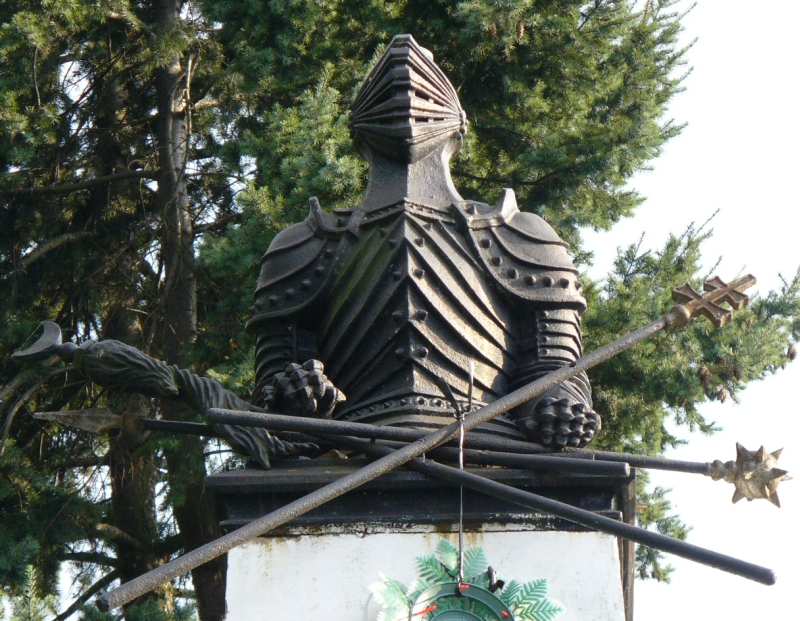
Büste von Pál Kinizsi

- Die rumänisch-orthodoxe Kirche Adormirea Maicii Domnului, im 19. Jahrhundert errichtet, steht unter Denkmalschutz.[7]
- Die Büste des Ban Pál Kinizsi (1929 am Bahnhof von Șibot errichtet) und eine Kreuzwegkapelle (1899 im Zentrum des Ortes, neben dem Rathaus errichtet) stehen unter Denkmalschutz.[7]
- Die Ruinen der Biserica de piatră („Stein Kirche“) aus dem 13. Jahrhundert – eine ehemalige reformierte Kirche – im eingemeindeten Dorf Băcăinți, steht unter Denkmalschutz.[7]